# Extraordinarius
Extraordinarius — рід аранеоморфних павуків родини Sparassidae. Описаний у 2019 році.

## Поширення
Всі представники роду є ендеміками Бразилії.

## Види
Рід включаєключає чотири види, що описані у 2019 році:
- Extraordinarius andrematosi Rheims, 2019
- Extraordinarius brucedickinsoni Rheims, 2019
- Extraordinarius klausmeinei Rheims, 2019
- Extraordinarius rickalleni Rheims, 2019